# IJswafel

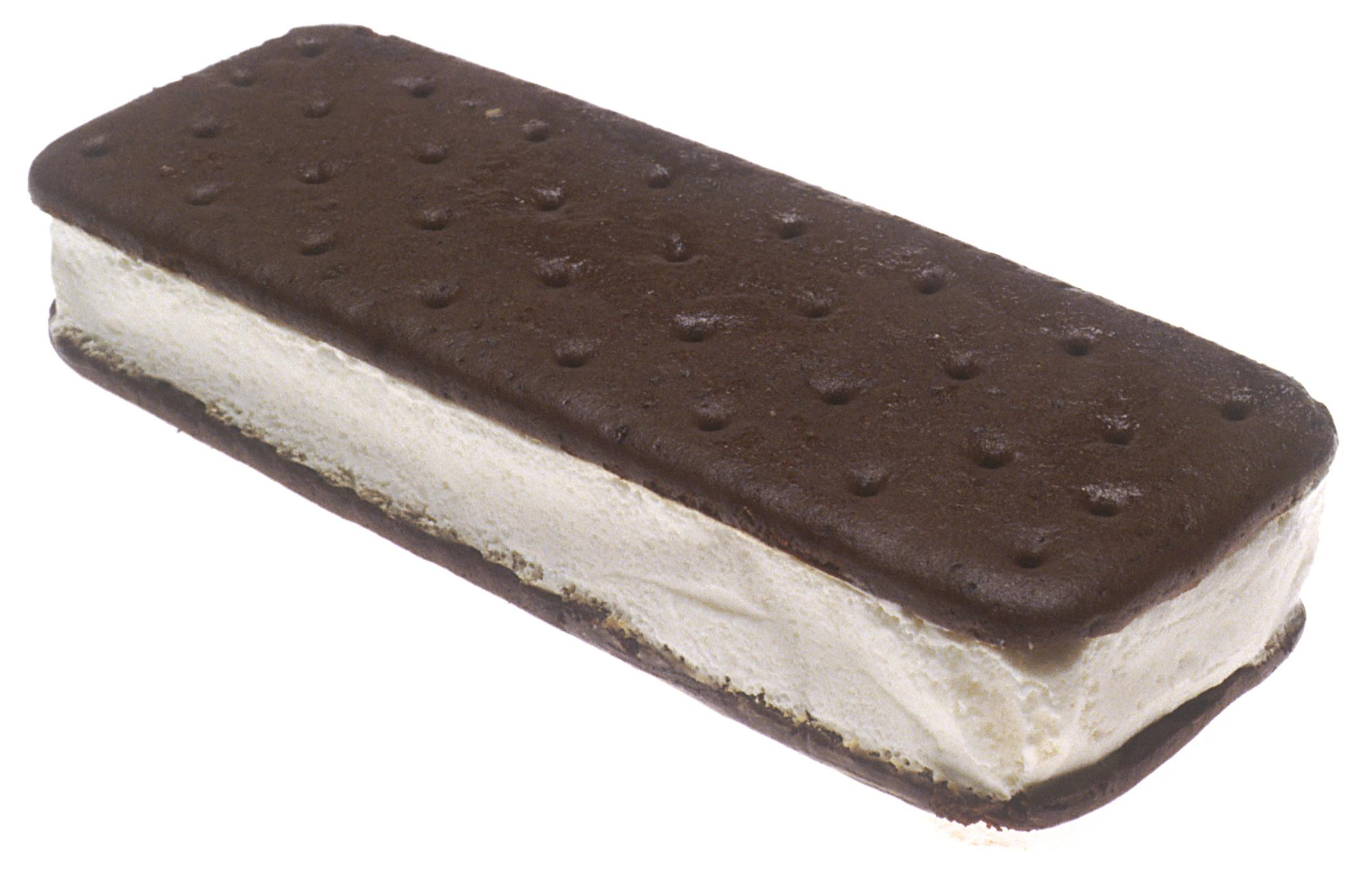
Bij deze ijswafel is gebruikgemaakt van twee chocoladekoekjes

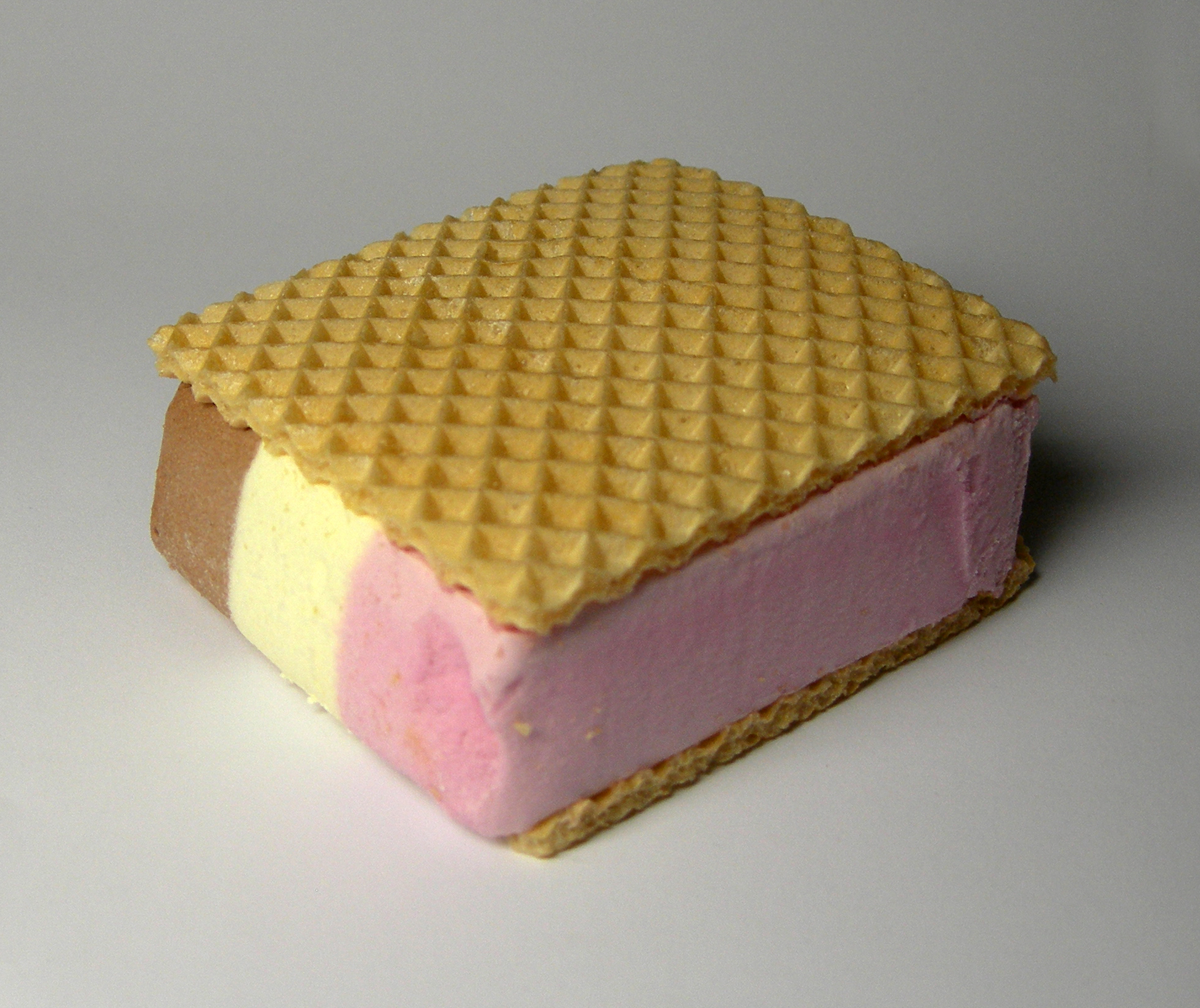
Een ijswafel van Italiaans ijs tussen luchtige wafeltjes

Een ijswafel of wafelijsje (in het Engels ice cream sandwich, waardoor in het Nederlands soms de term ijssandwich wordt gebruikt) is een dikke laag zacht consumptie-ijs, ingeklemd tussen twee wafels, brownies, kaakjes of andere koekjes, of tussen twee sneetjes cake. Er wordt roomijs, Italiaans ijs of softijs gebruikt, of een ander soort ijs gebaseerd op melk en/of room (dus géén op water gebaseerde varianten als waterijs of sorbetijs).
De ijswafel verscheen aan het einde van de 18e eeuw bij ijsverkopers in de straten van New York. Tegenwoordig komt hij in alle Engelssprekende landen voor en in mindere mate ook in Europa en Azië. In Nederlandssprekende landen wordt de versnapering ten minste al in 1912 beschreven. In Nederland verkopen onder andere Häagen-Dazs en Ola alsook groothandels hun eigen varianten.